# Kotraža (gmina Lučani)
Kotraža (cyr. Котража) – wieś w Serbii, w okręgu morawickim, w gminie Lučani. W 2011 roku liczyła 806 mieszkańców.